# Ґран Торіно
«Ґран Торіно» (англ. Gran Torino) — американський драматичний фільм режисера та продюсера Клінта Іствуда, що також зіграв у головній ролі.
Прем'єра фільму в США відбулася 12 грудня 2008 року, а в Україні — 9 квітня 2009 року. Стрічка отримала переважно позитивні коментарі та відгуки критиків. По всьому світу фільм зібрав $269 958 228. Станом на 1 березня 2024 року він входить до списку 250 найкращих фільмів за версією IMDb.
Події фільму відбуваються у невеличкому місті Гайленд-Парк штату Мічиган, у неблагополучному передмісті Детройта. Фільм оповідає про життя Волта Ковальського, ветерана Корейської війни, який після смерті дружини залишається на самоті, покинутий навіть власними синами, що породжує його озлобленість на весь світ. Його дратує сім'я американських хмонгів, яка поселилася у сусідньому будинку. Багато хмонгів, воєнних біженців, переселилися до США після комуністичного перевороту в Лаосі у 1975 році. Молодий сусід Волта, Тао Ванг Лор, намагається вкрасти його автомобіль серії «Ford Torino», який цінувався у 1970-х роках, щоб пройти обряд посвяти в банду свого двоюрідного брата. Волт, озброєний гвинтівкою «M1 Garand», проганяє бандитів, однак пізніше його відносини з хлопчиком і його родиною стають дружніми.
Фільм «Ґран Торіно» став найкасовішим фільмом Іствуда. Критики відзначили вдалу режисуру та акторську роботу Іствуда, але висловили невдоволення показаними у фільмі стереотипами про азійців. Серед спільноти хмонгів у США фільм отримав як похвальні, так і критичні відгуки.

## Сюжет
Фільм починається сценою похорону дружини сварливого старого Волта Ковальського, який все своє життя пропрацював на заводі «Форд» і нині перебуває на пенсії. На похороні також присутні дорослі сини Волта — Мітч і Стів — які живуть окремо зі своїми сім'ями, і яким немає ніякого діла до свого батька. Онуки ж навіть не ставляться до похорону з належною повагою і дозволяють собі недоречні жарти та поведінку. Після того, як отець Янович закінчує проповідь, Волт з родичами і близькими повертається додому в передмістя Детройта, де відбуваються поминки. По їх завершенню, герой усвідомлює, що йому до кінця своїх днів доведеться жити на самоті разом зі своєю собакою, лабрадором-ретривером на прізвисько Дейзі.
У минулому район був повністю заселений білими американцями, переважно представниками робітничого класу, але нині там переважають іммігранти з Азії, а на вулицях орудують озброєні до зубів молодіжні банди кольорових і чорношкірих. Будучи ветераном Корейської війни, Волт ненавидить азіатів, а у сусідній будинок переїхала сім'я хмонгів, яка постійно викликає в старого роздратування. Волт багато курить і дуже важко кашляє, а єдиною радістю в його житті залишається автомобіль «Ford Torino» 1972 року випуску, у виробництві якого він сам колись брав участь, і на якому він навіть не їздить, а щовечора викочує з гаража і просто милується.
Через деякий час після похорону священик Янович приходить провідати Волта і намагається вмовити його сходити до церкви на сповідь, оскільки цього перед смертю хотіла його дружина. Старий зневажає молодого недосвідченого священника, і категорично відмовляється від сповіді, але визнає, що кошмарні спогади про Корейську війну все ще переслідують його.
У той час у родині хмонгів теж не все гладко: сором'язливий юнак на ім'я Тао, який захоплюється не «чоловічою роботою», постійно терпить нападки і знущання від банди свого двоюрідного брата Фонга на прізвисько Павук. Вони всяко намагаються змусити Тао вступити в банду і, на знак бандитської посвяти, підмовляють його викрасти припарковану в сусідньому гаражі машину Волта. Вночі Тао намагається це зробити, але, почувши шум, старий спускається в гараж і відлякує малолітнього викрадача. Наступного дня бандити приїжджають додому до Тао, але той, підтриманий сестрою, заявляє, що не збирається ставати членом їхньої банди. Між сім'єю підлітка і бандитами починається бійка, яка плавно переходить на територію газону Волта. Оскаженілий старий виходить на ґанок з гвинтівкою «Ґаранд», погрожує нею, змушуючи бандитів відступити.
Сусіди неймовірно вдячні Волту, і на знак поваги всі хмонги, які живуть по сусідству, починають приносити йому різні подарунки, а Тао, охоплений почуттям провини, зізнається, що це саме він намагався викрасти машину старого. Волт не зраджує своєму важкому характеру — відмовляється від подарунків і вимагає, щоб хмонги дали йому спокій.
Кілька днів по тому Волт на машині їде по району і бачить, як до сестри Тао, юної дівчини на ім'я Сю, разом з білим хлопцем, який недоречно наговорив зайвого, пристала група трьох чорношкірих. Волт зупиняється і після невеликого розмови дістає з-під куртки спочатку «палець у вигляді пістолета», але це не працює і викликає насмішки у хлопців, тоді він дістає бойовий пістолет «Кольт», після чого хулігани відпускають Сю. По дорозі додому в автомобілі Волт і Сю спілкуються, вона відповідає на питання Волта і розповідає йому про причини появи хмонгів в Америці. Як виявилося, вони були союзниками американців під час Другої Індокитайської війни, і саме тому їм довелося стати біженцями. Наступного дня Сю запрошує Волта на святкову вечірку хмонгів. Спочатку Волт відмовляється, але після сварки з одним із синів, який пропонує йому переселитися в будинок для людей похилого віку, все ж вирішує прийти, тим більше, що саме на цей день припадає день його народження, і йому не дуже хочеться проводити свято на самоті. В гостях Волт раптово усвідомлює, що азіати подобаються йому більше, ніж йому здавалась, а головне, що він має з ними більше спільного, ніж із власною «гнилою сімейкою». Пізніше мати Тао просить дати хлопцеві можливість спокутати провину за спробу викрадення машини, шляхом безоплатної допомоги старому в побутових справах. Протягом тижня Волт змушує Тао виконувати різну роботу: Тао покірно ремонтує дах, викорчовує бур'яни і кущі, нищить осині гнізда, здирає стару облізлу фарбу і фарбує наново. Волт, бачачи слабохарактерність підлітка, намагається йому допомогти: починає проводити з ним більше часу, дає життєві поради, навчає теслярському ремеслу і ремонтній справі, а пізніше дарує йому інструменти і допомагає влаштуватися робітником на будівництво. Також Волт вмовляє Тао припинити боятись і нарешті запросити привабливу дівчину Юа (яку сам Волт називає «Ням-Ням») на побачення. Крім того, Волт починає приймати подарунки, які сусіди лишають на ґанку, і поступово його відносини з азіатами налагоджуються. При цьому він не припиняє використовувати расистську лайку, на що, втім, ніхто не звертає особливої уваги. Але здоров'я Волта гіршає, він починає кашляти кров'ю, і Тао починає побоюватися за його життя. Волт проходить медичне обстеження, але його результати залишаються для глядача невідомими.
Тим часом, на Тао знову нападає банда двоюрідного брата: вони ловлять його на шляху з роботи, ламають інструменти і припікають до щоки Тао сигарету. Кілька днів по тому Волт дізнається про це і розізлившись, знаходить і б'є одного з учасників їх угруповання, вимагаючи залишити хлопця в спокої. У відповідь на це бандити нападають на будинок хмонгів: під'їжджають вночі на машині і обстрілюють будинок з пістолетів-кулеметів «MAC-10». Крім цього, вони до напівсмерті б'ють Сю і ґвалтують її. Тао, у пориві люті, хоче негайно піти і вбити бандитів, і просить допомоги у Волта. Старий, будучи сам вкрай розгніваним і відчуваючи провину за те, що трапилося, погоджується з хлопцем, але говорить при цьому, що не можна сліпо нападати на ворога стрімголов: план помсти необхідно ретельно продумати. Він просить Тао заспокоїтися і повернутися завтра в другій половині дня. Тим часом, Волт готується: косить газон, вперше замовляє костюм у кравця, та йде на сповідь до отця Яновича. Потім зустрівшись з Тао, все ретельно спланувавши, Волт показує парубку зброю і орден, а трохи пізніше замикає Тао в підвалі свого будинку. При цьому він розповідає йому про безліч вбивств на війні і особливо про один свій безславний вчинок, який сильно мучить його кожного дня: на війні він застрілив корейського солдата, який хотів здатися в полон. І саме тому тепер він не хоче, щоб подібний важкий тягар ліг на душу молодого хлопця.
Переконавшись, що Тао в безпеці, Волт вирушає до бандитів і біля їх будинку вступає зі злочинцями в суперечку. На шум з сусідніх будинків виходять люди, хтось викликає поліцію, а Волт, діставши з-за куртки сигарету, просить у бандитів вогню і ще раз засовує руку у внутрішню кишеню куртки, сказавши «вогню у мене у самого хоч відбавляй». На цей раз бандити, думаючи, що він збирається дістати зброю, розстрілюють Волта. Його тіло падає на землю, і стає видно, що насправді він дістав із кишені свою нагородну запальничку з емблемою 1-ї кавалерійської дивізії. Свідками вбивства були багато людей; поліція, яка була в засідці, арештовує всіх членів банди — більше тероризувати сім'ю Тао вони не зможуть, оскільки надовго сядуть за ґрати. Приходить Тао, який взагалі не знає, що і як сталося з його другом і ворогами. Він дізнається від поліцейського, що Волт був беззбройним і насправді не нападав на бандитів.
Наступна сцена — похорон Волта. Молодий священник Янович у проповіді розказує, що він дійсно багато чого дізнався від Волта про життя і смерть за цей недовгий час. При ознайомленні із заповітом, сім'я з подивом дізнається, що свій будинок Волт заповів церкві отця Яновича, а свою улюблену машину подарував своєму сусідові і другу Тао.
Фільм закінчується сценою, де вже Тао їде на «Ford Torino» з собакою Волта на передньому сидінні.

## У ролях
- Клінт Іствуд — Волт Ковальський
- Крістофер Карлі — отець Янович
- Бі Ванг — Тао Ланг Ло
- Ені Хі — Сю Ло
- Дуа Муа — Фонг, двоюрідний брат Тао
- Сонні Вуе — права рука Фонга
- Елвіс Тао — вуличний бандит
- Чоа Ке — потенційна дівчина Тао
- Браян Гейлі — Мітч Ковальський
- Джеральдін Г'юз — Карен Ковальський
- Дріма Вокер — Ешлі Ковальський
- Браян Гоу — Стів Ковальський

## Виробництво
Сценарій фільму написав Нік Шенк, знайомий з культурою хмонгів з особистого досвіду: на початку 1990-х він працював разом з ними на фабриці в Міннесоті. Клінту Іствуду настільки сподобався сценарій, що він відзняв його, практично не змінюючи. Єдина принципова відмінність фільму від початкового сценарію в тому, що дія була перенесена з Міннесоти в Мічиган, оскільки там діє вигідна система податкових субсидій для кіновиробництва.
Фільм продюсували Village Roadshow Pictures, Media Magik Entertainment та Malpaso Productions для дистриб'ютора фільмів Warner Bros. Eastwood у співавторстві зі своїми партнерами з Malpaso Робертом Лоренцом та Біллом Гербером.
Знімання розпочали в липні 2008 р. Фільм знімали протягом п'яти тижнів. На зніманні фільму в Детройті було витрачено понад 10 мільйонів доларів.

## Реакція

### Відгуки кінокритиків
Відгуки на фільм були позитивними. Кінооглядач Los Angeles Times висловив здивування тим, наскільки переконливим став 78-річний Іствуд у ролі героя бойовика. Манола Даргіс в New York Times назвала фільм «реквіємом» по «індустріальному кладовищу, яким є Детройт». Вона зазначила «монументальність» особи Іствуда, яка дедалі більше нагадує «скам'яніле дерево», і схожість його ролі в фільмі з образом «брудного Гаррі». Тему «брудного Гаррі на пенсії … в дикому сучасному містечку» побачив у фільмі і Андрій Плахов; його фільм «підкорив своєю простотою і навіть простацтвом».
Роджер Еберт назвав «Ґран Торіно» фільмом «про запізніле пробудження кращих інстинктів людини»; він бачить основний девіз картини в необхідності більшої відкритості різних народностей по відношенню один до одного. Для Віктора Матізена найцікавіше — «душевний досвід старої людини, що передається Іствудом у всеозброєнні своєї акторської майстерності»: «За тим, як він говорить, ходить, п'є пиво, стриже газон, тримає інструменти і тримається на людях, стежити не менш цікаво, ніж за сюжетними перипетіями».
Матізен і Гладільщіков порівнюють сюжет «Ґран Торіно» з фабулою «Ворошиловського стрілка» С. Говорухіна, причому не на користь останнього: «герой російського фільму зі схвалення режисера здійснює індивідуальну помста через оптичний приціл з безпечної для себе відстані, а герой американського жертвує собою для того, щоб дати можливість представникам закону навести соціальний порядок». За спостереженням Гладільщікова, в останніх фільмах Іствуда цинічній системі колективної деморалізації протистоїть звичайний американський обиватель, причому — у дусі парадоксу «один в полі воїн» — протистоїть успішно, хоч і ціною величезних особистих втрат.

### Касові збори і премії
Попри відсутність нагород найвищого калібру (окрім премії «Сезар» за кращий іноземний фільм), «Ґран Торіно» отримав високу глядацьку оцінку, як у США, так і в багатьох країнах Західної Європи. При цьому фільм порушує актуальні для сучасного обивателя проблеми міжрасових взаємин, криміналізації суспільства, зростаючої роз'єднаності поколінь. У всьому світі кінокартина заробила на великому екрані $269 958 228.

### Нагороди та номінації
- 2010 — премія «Сезар» за найкращий іноземний фільм (Клінт Іствуд)
- 2009 — номінація на премію «Золотий глобус» за найкращу пісню (Клінт Іствуд, Джеймі Каллум, Кайл Іствуд, Майкл Стівенс, «Gran Torino»)
- 2009 — номінація на премію «Вибір критиків» за найкращу чоловічу роль (Клінт Іствуд)
- 2009 — премія «Давид ді Донателло» за найкращий іноземний фільм (Клінт Іствуд)
- 2009 — номінація на премію «Сатурн» за найкращий пригодницький фільм, бойовик чи трилер
- 2008 — 2 премії Національної ради кінокритиків США: найкраща чоловіча роль (Клінт Іствуд), найкращий оригінальний сценарій (Нік Шенк), а також фільм потрапив у  десятку найкращих фільмів року